# الحسين الأثرم
الحسين بن الحسن بن علي بن أبي طالب الهاشمي القرشي أحد أولاد الحسن بن علي بن أبي طالب.